# Three Rivers Medical Center
Three Rivers Medical Center (Originaltitel: Three Rivers) ist eine US-amerikanische Dramaserie, die von CBS Television Studios produziert und von CBS ausgestrahlt wurde. Die Serie spielt in Pittsburgh im US-Bundesstaat Pennsylvania in einem fiktiven Krankenhaus, das sich auf Transplantationen spezialisiert hat. In der Hauptrolle des berühmten Transplantationschirurgen Dr. Andy Yablonski ist Alex O’Loughlin zu sehen. In den USA lief die Serie ab dem 4. Oktober 2009 bei CBS. Die deutschsprachige Erstausstrahlung erfolgte ab dem 13. April 2012 auf sixx.

## Handlung
Three Rivers zeigt das emotionale komplexe Leben der Organspender, der Empfänger und den Chirurgen in dem herausragendsten Transplantationskrankenhaus im ganzen Land, dem Three Rivers Medical Center, und deren Kampf gegen die Zeit. Leiter des hiesigen Transplantationsteams ist Dr. Andy Yablonski, der hoch qualifizierte Workaholic, dessen gutmütige Persönlichkeit und sarkastischen Witz ihn bei seinen Patienten und Kollegen beliebt macht. Ebenfalls zum Team gehören Ryan Abbott, Pam Acosta, die Ärzte Dr. Miranda Foster und Dr. David Lee sowie die gemeinsame Vorgesetzte Dr. Sophia Jordan. Während es Ryans Aufgabe ist, die Spender von der Notwendigkeit einer Spende zu überzeugen, ist Pam Andys Assistentin.

## Produktion
Da sich die langlebige NBC-Krankenhausserie Emergency Room – Die Notaufnahme 2009 dem Ende zuneigte, war CBS auf der Suche nach einer neuen Medizinerserie um die Lücke zu füllen. Carol Barbee wurde daraufhin beauftragt, zusammen mit Hilfe des früheren Transplantationschirurgen Steve Boman eine Pilotfolge für eine Dramaserie über ein Transplantationskrankenhaus zu entwickeln. Barbee entschloss, die Serie aus drei Perspektiven – die der Spender, der Empfänger und der Ärzte – zu erzählen. Der Handlungsort Pittsburgh wurde gewählt, weil die University of Pittsburgh Medical Center (UPMC) das weltweit führende Transplantationszentrum ist. Der zufällige Umstand, dass nahe dem Krankenhaus die Flüsse Allegheny und Monongahela River in den Ohio River münden, dient als Allegorie auf die drei Perspektiven, aus denen die Serie erzählt wird. Barbee machte ihre Nachforschungen für die Serie in der Cleveland Clinic mit dem Arzt Gonzalo Gonzalez-Stawinski, der auch dem Hauptdarsteller Alex O’Loughlin als Mentor zur Seite stand. Der Herzchirurg Robert Kormos, Kodirektor der Herztransplantationsstation des UPMC, war ebenfalls an der Serie beteiligt. Thomas E. Starzl, ein Pionier der Transplantationsmedizin, der das Set besuchte, diente als Inspiration für den fiktionalen Transplantationspionier, der sich als Vater von Dr. Miranda Foster herausstellt.
Die Pilotfolge wurde im März und April 2009 im Westen Pennsylvanias gedreht, wobei für die Innenaufnahmen das geschlossene Brownsville Tri-County Hospital und das David L. Lawrence Convention Center dienten. Nachdem die Pilotfolge gedreht und dem Sender vorgelegt worden war, erhielt sie zunächst eine Serienbestellung von dreizehn Episoden. Bereits kurze Zeit später wurden Recasts vorgenommen, so wurden Julia Ormond und Joaquim de Almeida gegen Alfre Woodard und Amber Clayton ausgetauscht. Letztendlich wurde die ursprünglich gedrehte Pilotfolge fallengelassen und eine neue Episode als Premierenfolge gedreht. Für die Notaufnahme und die Intensivstation wurde auf dem Studiogelände von Paramount Pictures in Los Angeles ein hochtechnisches Krankenhausset aufgebaut, wo später die Innenaufnahmen gemacht wurden, während die Außenaufnahmen weiter in Pittsburgh stattfanden.

## Besetzung und Synchronisation
Die deutsche Synchronisation entstand unter der Dialogregie von Stephan Hoffmann durch die Synchronfirma EuroSync.
| Rollenname         | Schauspieler      | Synchronsprecher  |
| ------------------ | ----------------- | ----------------- |
| Dr. Andy Yablonski | Alex O’Loughlin   | Alexander Doering |
| Dr. Miranda Foster | Katherine Moennig | Tanja Geke        |
| Dr. David Lee      | Daniel Henney     | Julien Haggége    |
| Ryan Abbott        | Christopher Hanke | Konrad Bösherz    |
| Dr. Sophia Jordan  | Alfre Woodard     | Anke Reitzenstein |
| Pam Acosta         | Justina Machado   | Iris Artajo       |
| Dr. Lisa Reed      | Amber Clayton     | Melanie Hinze     |

## Ausstrahlung
Vereinigte Staaten
Nachdem die Serie im Mai 2009 bestellt wurde, startete sie schließlich beim Sender CBS am 4. Oktober 2009 nach einer neuen Ausgabe der Reality-Show The Amazing Race. Die Premierenfolge erreichte knapp 9,2 Millionen Zuschauer bei einem Rating von 2,0 in der werbelrelevanten Zielgruppe. Aufgrund des verhältnismäßig schlechten Zielgruppenratings galt die Serie somit schon nach nur einer ausgestrahlten Episode als absetzungsgefährdet. Der ausstrahlende Sender hielt an ihr für sieben weitere Folgen bis Ende November 2009 fest, bevor die Serie aus dem Programmplan genommen wurden. Die restlichen fünf Episoden wurden im Sommer zwischen dem 5. Juni und dem 3. Juli 2010 gesendet.
Deutschland
In Deutschland hatte sich bereits 2009 die ProSiebenSat.1 Media die Rechte an der Ausstrahlung gesichert, aber es kam zunächst zu keiner Ausstrahlung. Der Sender sixx zeigte die Serie vom 13. April bis 3. Juli 2012 in einem Medizinerserien-Block am Freitagabend und erreichte damit sehr gute Einschaltquoten im Bereich und oberhalb des Senderschnittes. Im Durchschnitt hatte eine Folge der Serie 111.000 Zuschauer, der Marktanteil lag bei 0,4 Prozent; 70.000 Zuschauer der werberelevanten Zielgruppe der 14- bis 49-Jährigen brachten einen Marktanteil von 0,7 Prozent.
Österreich
In Österreich wird die Serie seit dem 18. November 2012 auf dem Sender Puls 4 ausgestrahlt.

## Episodenliste
| Nr. | Deutscher Titel                | Originaltitel             | Erstausstrahlung USA | Deutschsprachige Erstausstrahlung (D) | Regie             | Drehbuch                   |
| --- | ------------------------------ | ------------------------- | -------------------- | ------------------------------------- | ----------------- | -------------------------- |
| 1   | Ort des Lebens                 | Place of Life             | 4. Okt. 2009         | 13. Apr. 2012                         | Christine Moore   | Greg Walker                |
| 2   | Nie wieder Angst               | Ryan’s First Day          | 11. Okt. 2009        | 20. Apr. 2012                         | Rob Bailey        | Carol Barbee               |
| 3   | Bad Boy                        | Good Intentions           | 18. Okt. 2009        | 27. Apr. 2012                         | Rob Bailey        | Sunil Nayar                |
| 4   | Alarmstufe Grün                | Code Green                | 25. Okt. 2009        | 4. Mai 2012                           | Christine Moore   | David Amann                |
| 5   | Rockstar                       | Alone Together            | 1. Nov. 2009         | 11. Mai 2012                          | Duane Clark       | Frank Military             |
| 6   | Lebenslügen                    | Where We Lie              | 8. Nov. 2009         | 18. Mai 2012                          | Matt Earl Beesley | Ildy Modrovich             |
| 7   | Der glücklichste Mann der Welt | The Luckiest Man          | 15. Nov. 2009        | 25. Mai 2012                          | Rob Bailey        | Lance Gentile              |
| 8   | Die Güte Fremder               | The Kindness of Strangers | 22. Nov. 2009        | 1. Juni 2012                          | Peter Markle      | Jim Adler                  |
| 9   | Leben für zwei                 | Win-loss                  | 5. Juni 2010         | 15. Juni 2012                         | Daniel Attias     | Carol Barbee               |
| 10  | Das Kettenprinzip              | A Roll of the Dice        | 12. Juni 2010        | 8. Juni 2012                          | Chris Fisher      | Greg Walker & Carol Barbee |
| 11  | Teamgeist                      | Every Breath You Take     | 19. Juni 2010        | 22. Juni 2012                         | Rick Bota         | Frank Military             |
| 12  | Kollege Computer               | Case Histories            | 26. Juni 2010        | 29. Juni 2012                         | Paul Holahan      | Sunil Nayar                |
| 13  | Status 1A                      | Status 1A                 | 3. Juli 2010         | 6. Juli 2012                          | Jeff T. Thomas    | David Amann & Carol Barbee |